# Svartaskjeret (Fjell)
Ne doit pas être confondu avec Svartaskjeret, Svartaskjeret (Fitjar) ou Svartaskjeret (Øygarden).
Svartaskjeret est une île dans le landskap Sunnhordland du comté de Vestland. Elle appartient administrativement à Fjell.

## Géographie
Rocheuse et désertique, à fleur d'eau, elle s'étend sur environ 95 m de longueur pour une largeur approximative de 46 m.